# Vao (Île des Pins)
Vao ist der Hauptort der Insel Île des Pins, die zusammen mit einigen unbewohnten Nebeninseln eine Gemeinde der Südprovinz von Neukaledonien bildet, eines französischen Überseeterritoriums im Pazifik.

## Geographie
Vao liegt 6 km östlich von Kuto, dem Haupthafen der Insel, mit dem es über eine gute, bei jedem Wetter befahrbare Straße verbunden ist. Von Kuto aus ist Nouméa, die Hauptstadt Neukaledoniens, dreimal wöchentlich mit einer Fähre zu erreichen. Der Flughafen der Île des Pins liegt etwa 12 km nördlich von Vao und wird jeden Tag dreimal von Nouméa aus angeflogen.
Vao ist auch eines der acht Stammesgebiete der Île des Pins und mit 572 Einwohnern (435 Stammesangehörige bzw. Résidents und 137 Stammesfremde bzw. Non-résidents, Stand 1996) das einwohnerstärkste.

## Einrichtungen und Infrastruktur

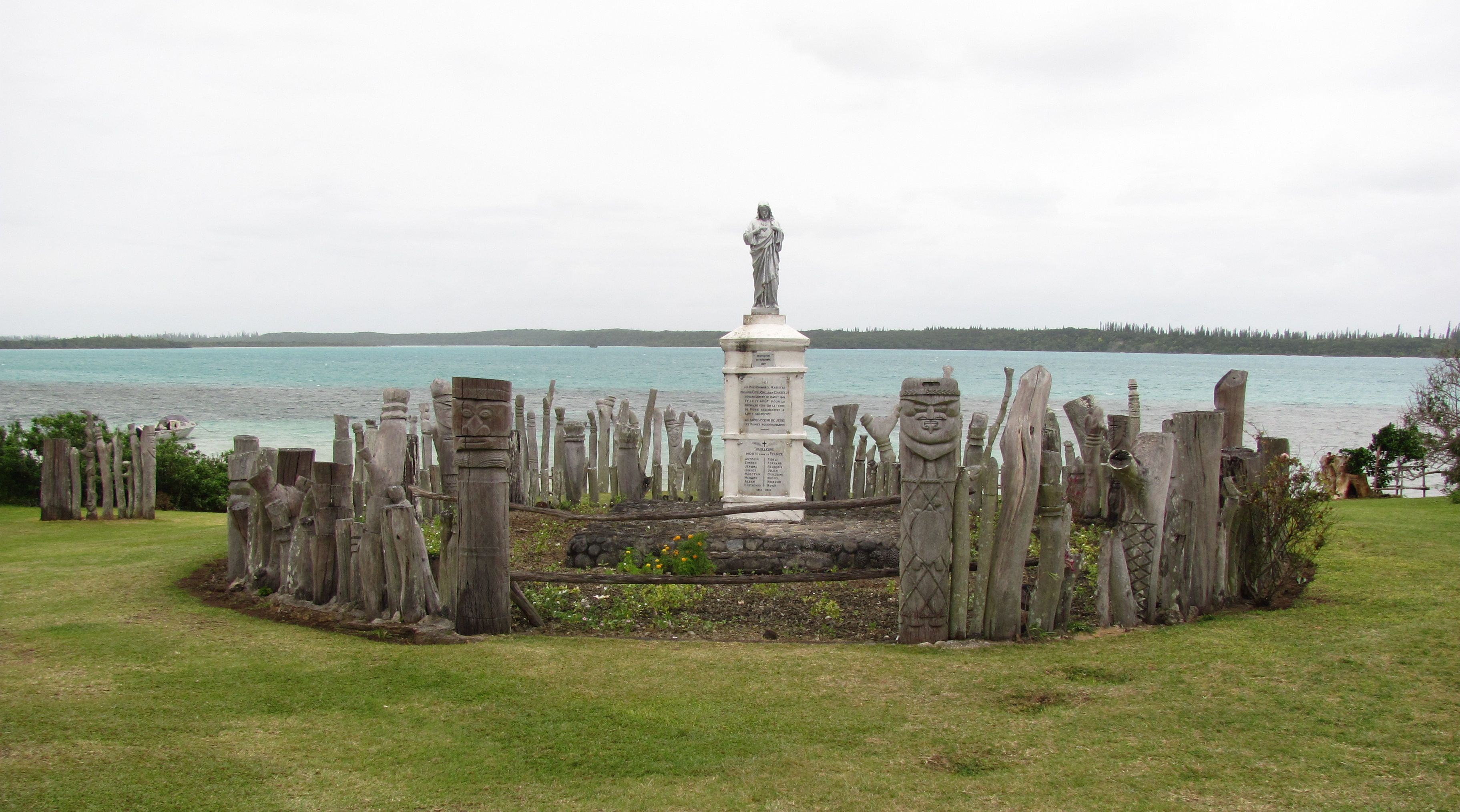
Denkmal und Totempfähle an der Baie Saint Maurice

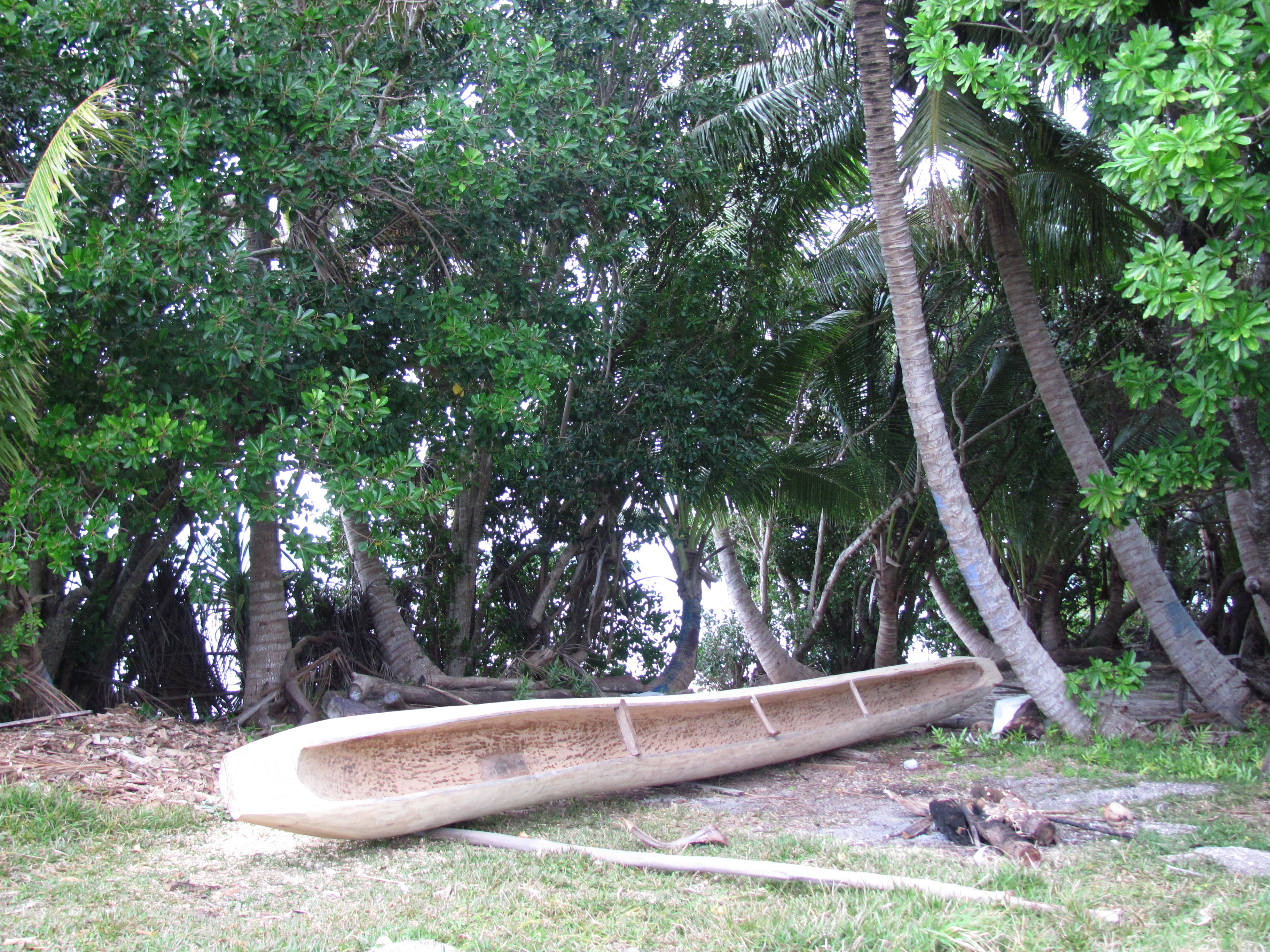
Piroge an der Baie St. Joseph

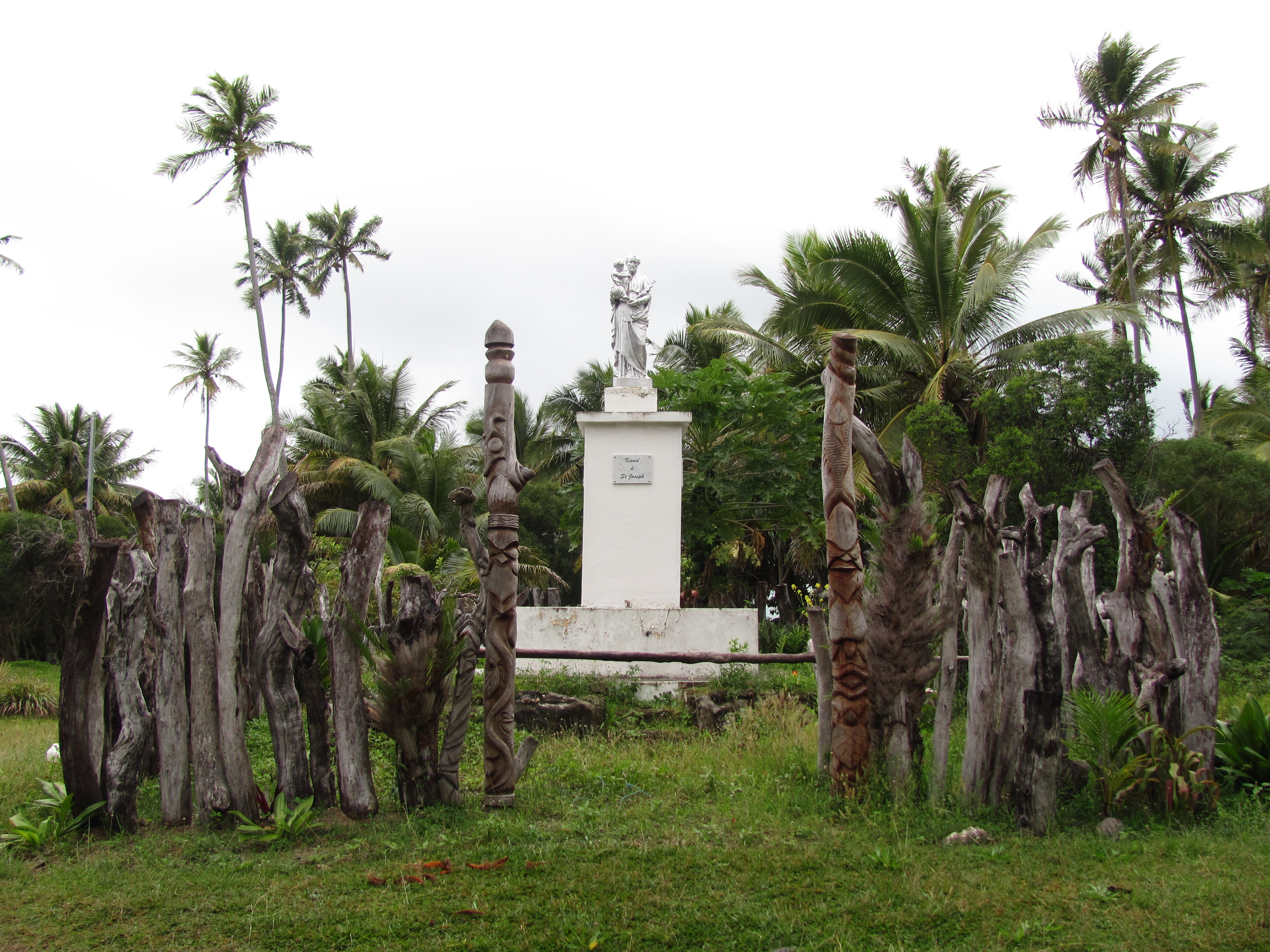
Totempfähle und Statue des Hl. Josef

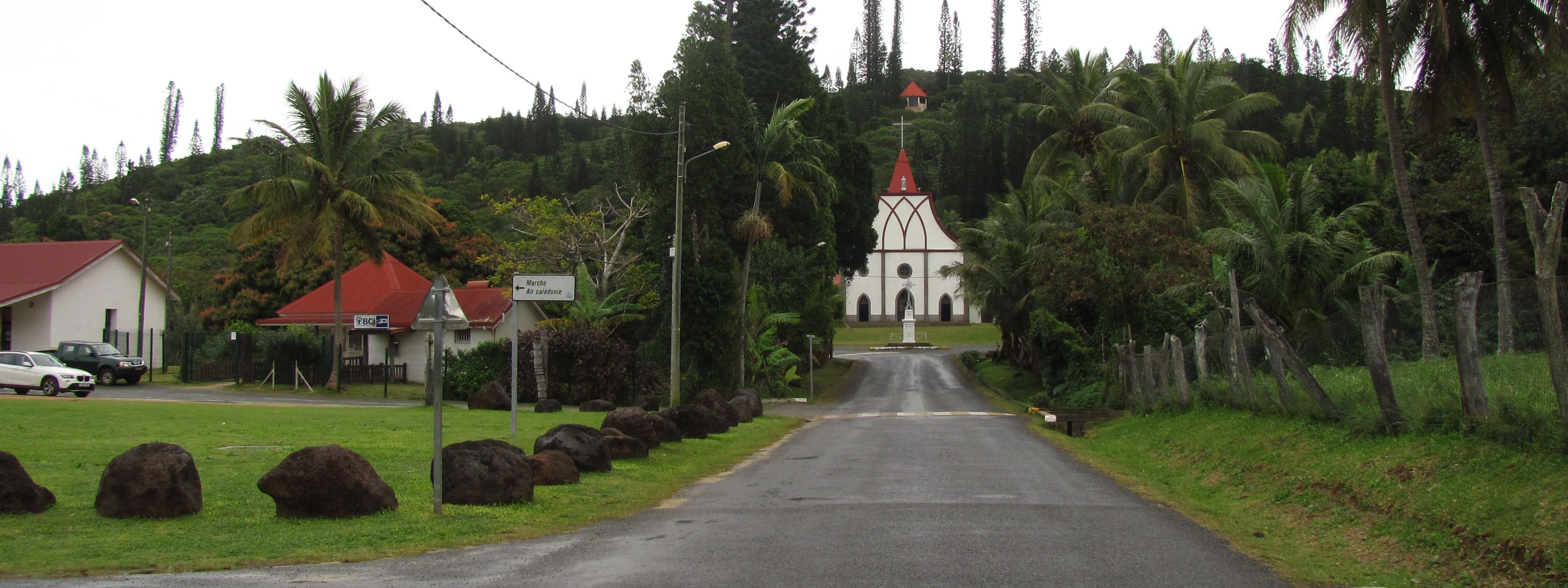
Kirche und Ortskern von Vao

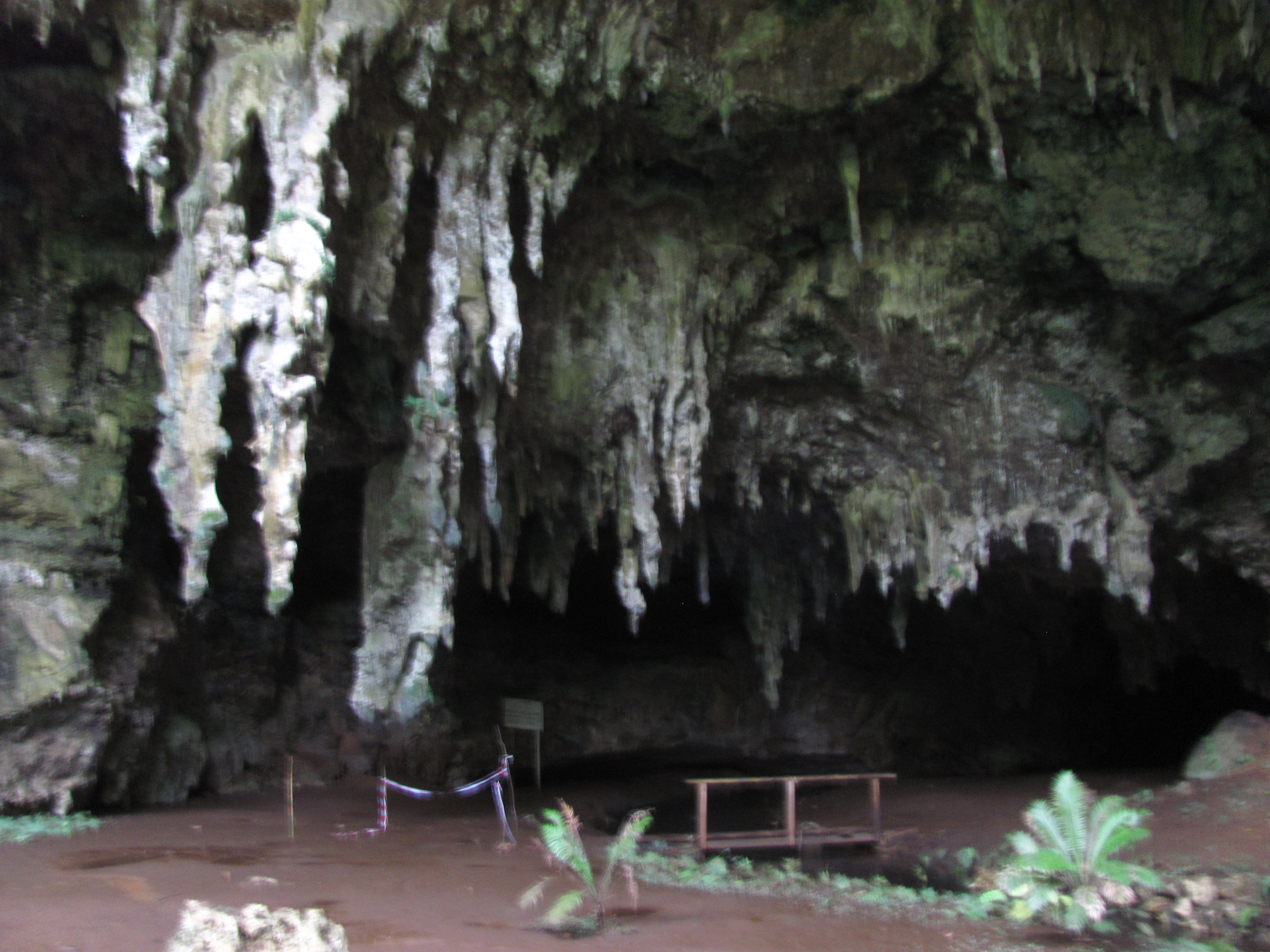
Grotte d'Oumagni

Vao ist mit seinem Rathaus (mairie) nicht nur das Verwaltungszentrum, sondern mit seinen drei Schulen auch das Schulzentrum der Insel. Die Mädchenschule wurde bereits 1882 und die Jungenschule 1893 gegründet. Die Gebäude sind sehr gut erhalten und werden noch heute genutzt.
Im Ortskern befinden sich neben Einkaufsmöglichkeiten auch das einzige Postamt der Insel, die Touristeninformation, eine kleine Markthalle sowie das Gesundheitszentrum der Insel mit Arzt, Zahnarzt, Hebamme und Krankenschwestern.

## Geschichte
Dass das Gebiet von Vao bereits vor über 2000 Jahren besiedelt war, zeigen Keramikfunde, die 1943 an der Bucht Baie de Saint Maurice gemacht wurden und jetzt im Museum Musée de Nouvelle Calédonie in Nouméa ausgestellt sind. An der Bucht wurden ebenfalls Fragmente von Obsidian gefunden, der aus einem Steinbruch bei Talasea auf der über 3000 km entfernten Insel Neubritannien in Papua-Neuguinea stammt. Dies könnte bedeuten, dass damals Handelsbeziehungen zwischen dem heutigen Papua-Neuguinea und der Île des Pins bestanden.
1860 begann man im Süden der Insel mit dem Bau der katholischen Kirche Notre Dame de l'Assomption, um die herum das Dorf Vao entstand. Hier siedelte sich auch der mächtigste Häuptling der Île des Pins an. Davor lebte er in Gadji im Norden der Insel, das damit ursprünglich die wichtigste Ortschaft der Île des Pins war.

## Sehenswürdigkeiten
Neben der 1860 erbauten und mehrmals umgestalteten Kirche Notre Dame de l'Assomption, zu der eine Allee aus den für Neukaledonien und die Île des Pins so typischen Araukarien führt, verfügt Vao, das an mehreren Buchten liegt, über eine Reihe weiterer Sehenswürdigkeiten.
An der Markthalle erinnert ein Denkmal an die für Frankreich im Ersten und Zweiten Weltkrieg gefallenen Inselbewohner. Hinter einem Palisadenzaun aus geschnitzten Totempfählen befindet sich die Chefferie, der Wohnsitz Hilarion Vandegous, des wichtigsten Häuptlings der Insel, der zusammen mit sieben weiteren ihm unterstellten Häuptlingen die Insel verwaltet.
An der Bucht Baie de Saint Maurice, wo 1943 Keramik aus der Zeit der Lapitakultur gefunden wurde, erinnert ein Denkmal an die Ankunft der ersten katholischen Missionare am 12. August 1848, das von einem Kreis geschnitzter Totempfähle von 1987 umgeben ist.
An der Bucht Baie de Saint Joseph werden noch heute die traditionellen Pirogen nach überlieferter Art gebaut, die nach wie vor beim Fischfang zum Einsatz kommen. Unweit der Bucht, die auch Baie des Pirogues genannt wird, erhebt sich als Zeichen der ausgeprägten Religiosität der Bewohner der Île des Pins eine Statue des Heiligen Josef, die ebenfalls von einem Ring von Totempfählen umgeben ist.
Oberhalb des Dorfes bietet sich von der Kapelle Notre Dame de la Salette ein eindrucksvoller Blick über Vao und seine Umgebung, hier befindet sich auch der Friedhof der Insel mit dem Grab der Königin Hortense.
Wenige Kilometer nördlich von Vao befindet sich die Grotte Grotte d'Oumagni, auch unter dem Namen Grotte de la Reine Hortense bekannt. In ihr soll sich die Tochter des Großhäuptlings Kaoua Vandegou 1855/56 mehrere Monate lang versteckt gehalten haben, da nach dem Tod ihres Vaters Unruhen ausgebrochen waren. Der Eingang zur Grotte befindet sich am Ende eines kleinen Tales mit üppiger tropischer Vegetation, u. a. gedeihen hier eindrucksvolle Exemplare der Gattung Alpinia sowie Palmfarne.